# منية عائشة
منية عائشة هي بلدية تقع في مقاطعة طرويل في أرغون بإسبانيا . وفقًا لتعداد عام 2017 ( INE ) ، كان عدد سكان البلدية 630 نسمة. 

## معرض الصور

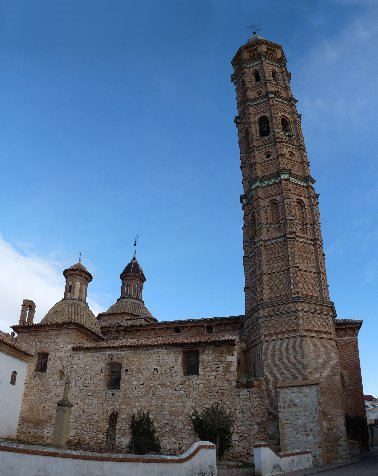
كنيسة البلدة
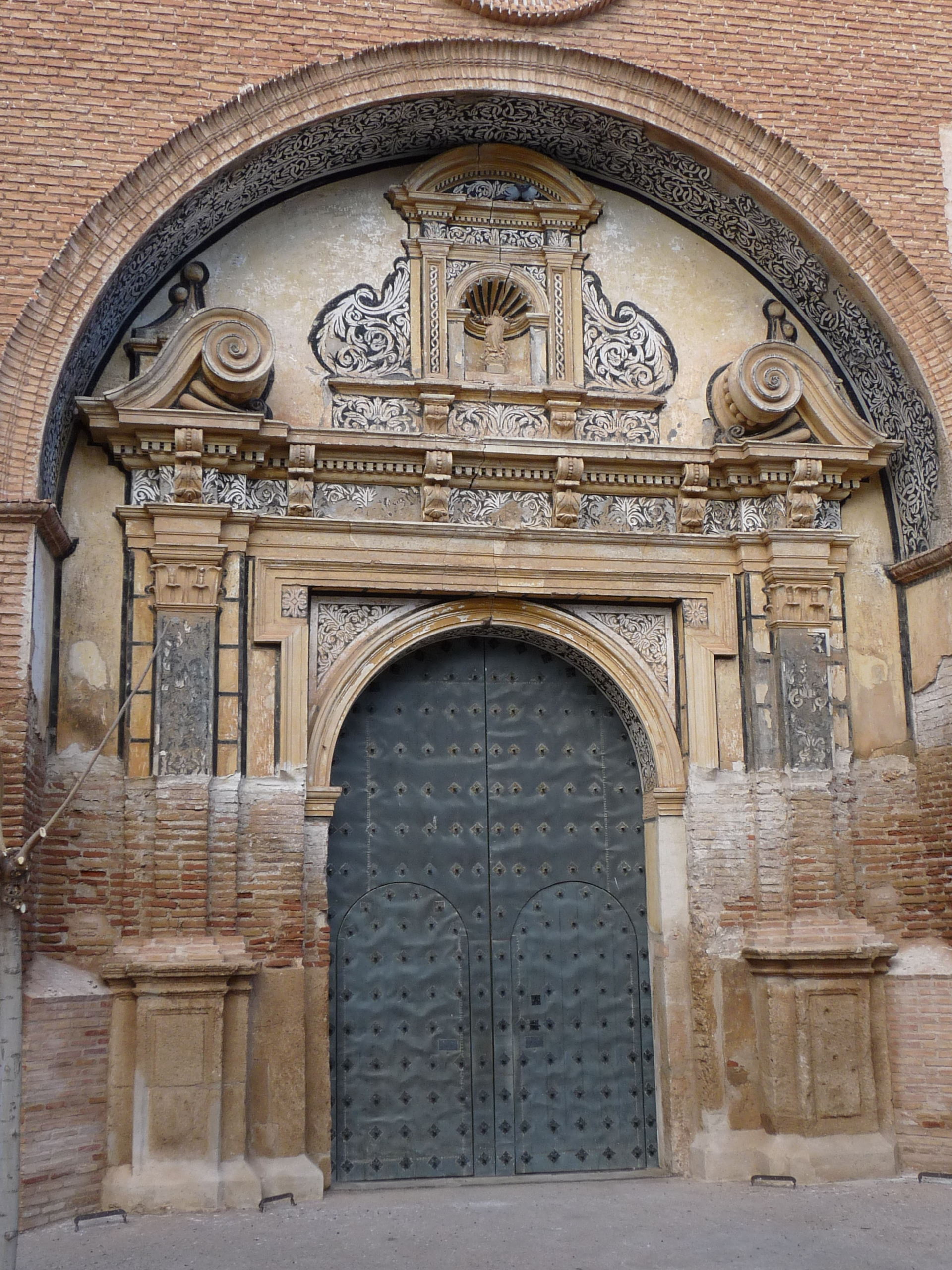
الباب الرئيسي للكنيسة
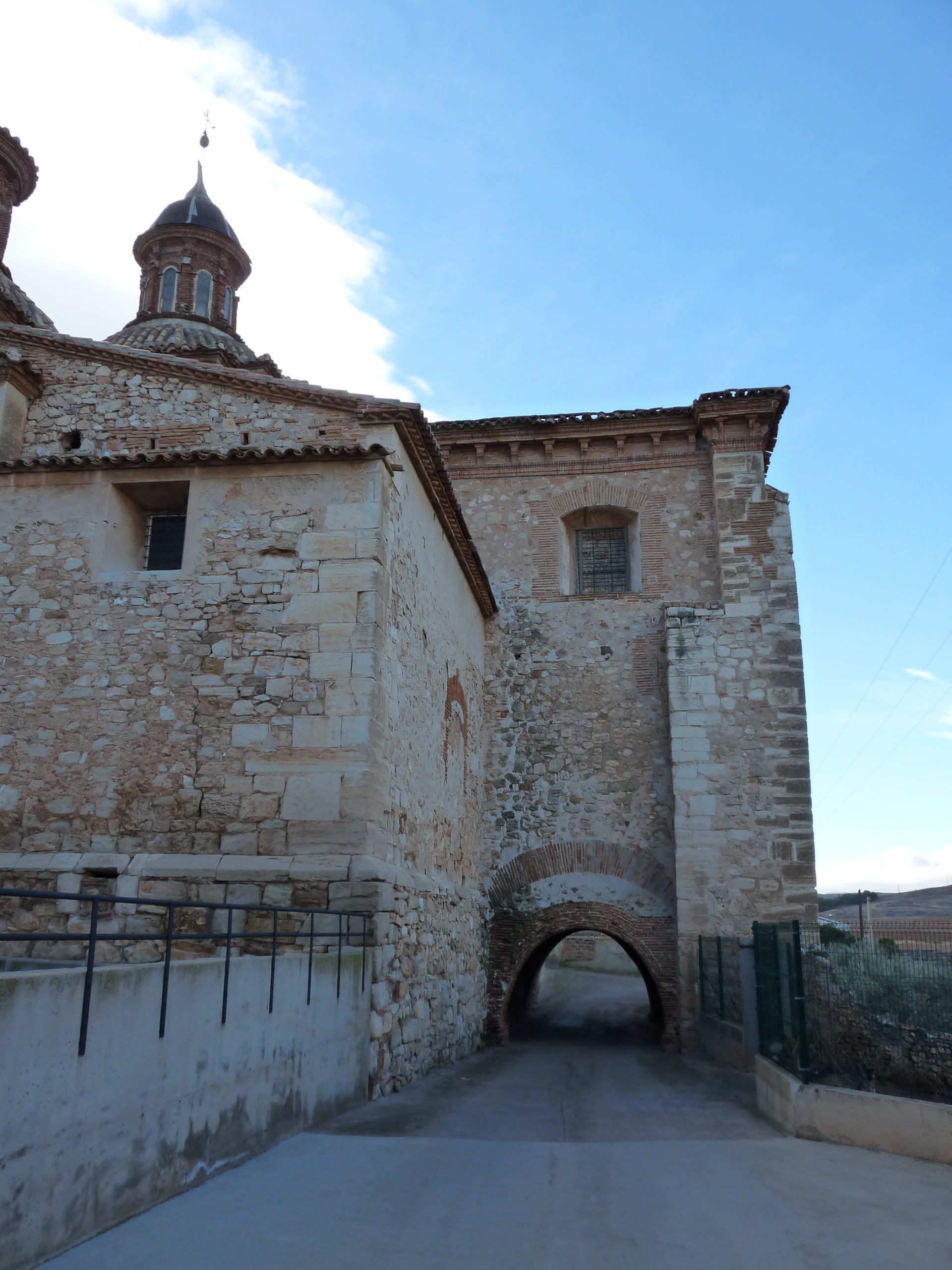
حنية المنظر الخارجي للكنيسة
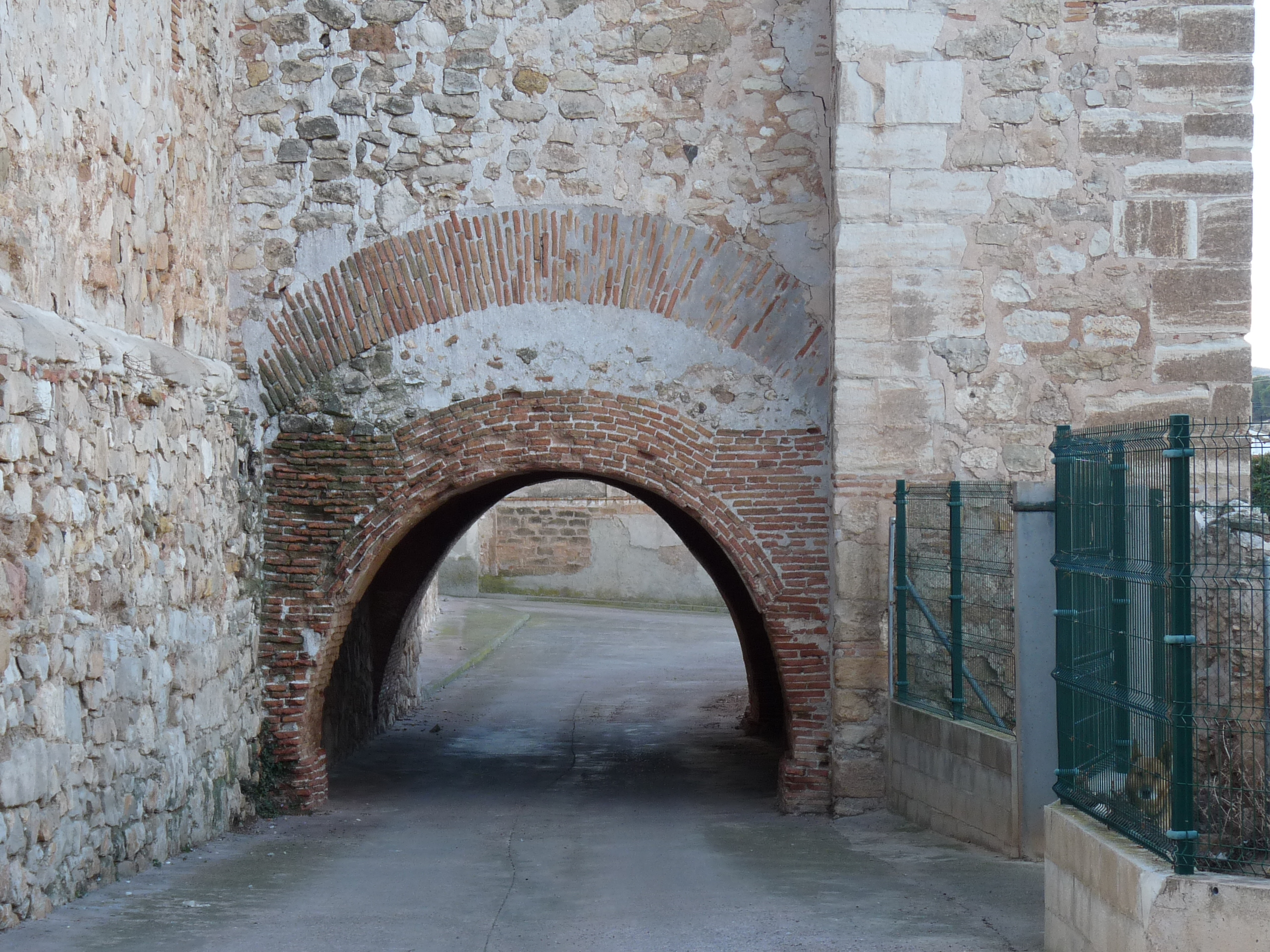
نفق تحت الحنية
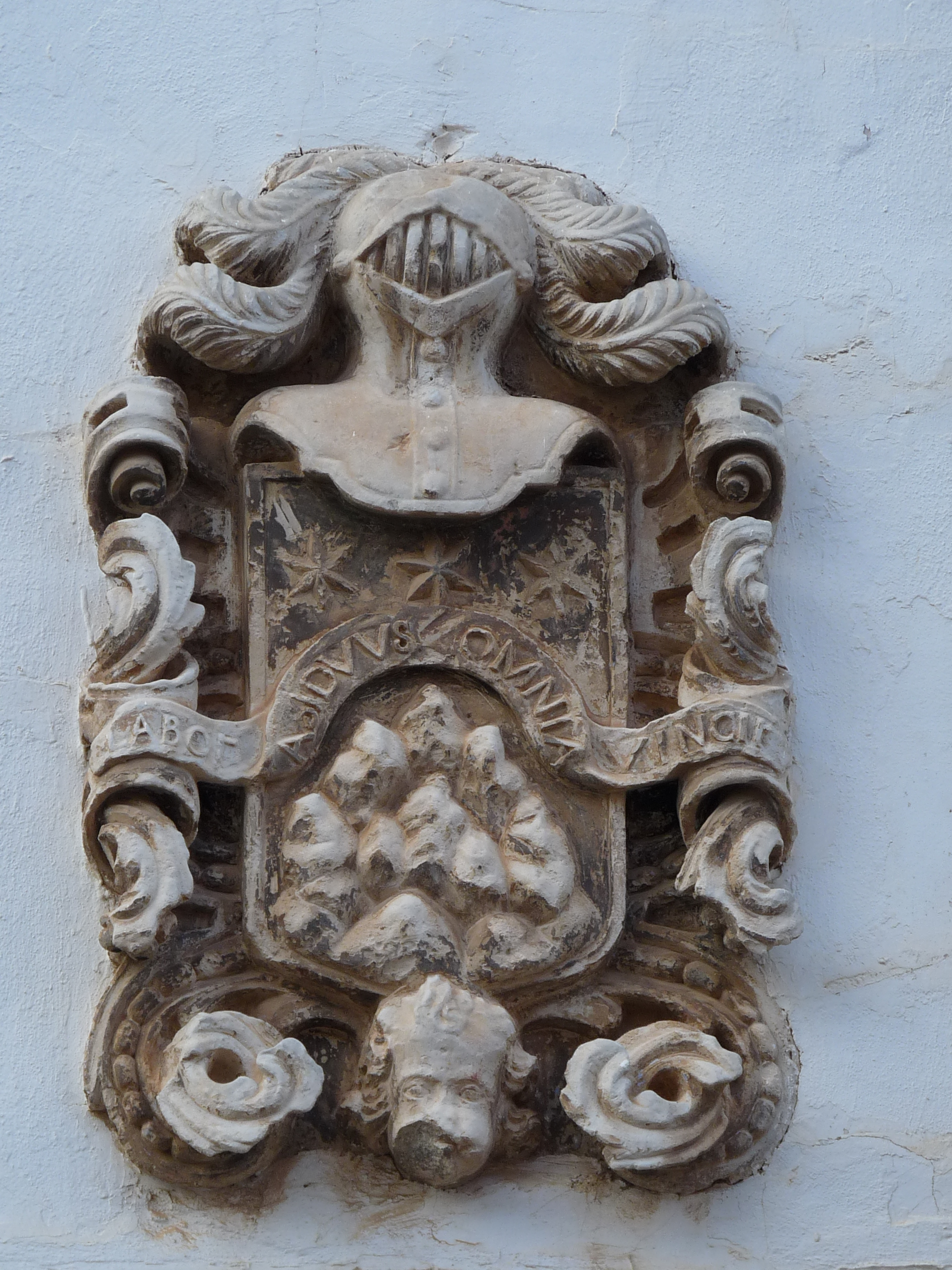
درع على واجهة المنزل
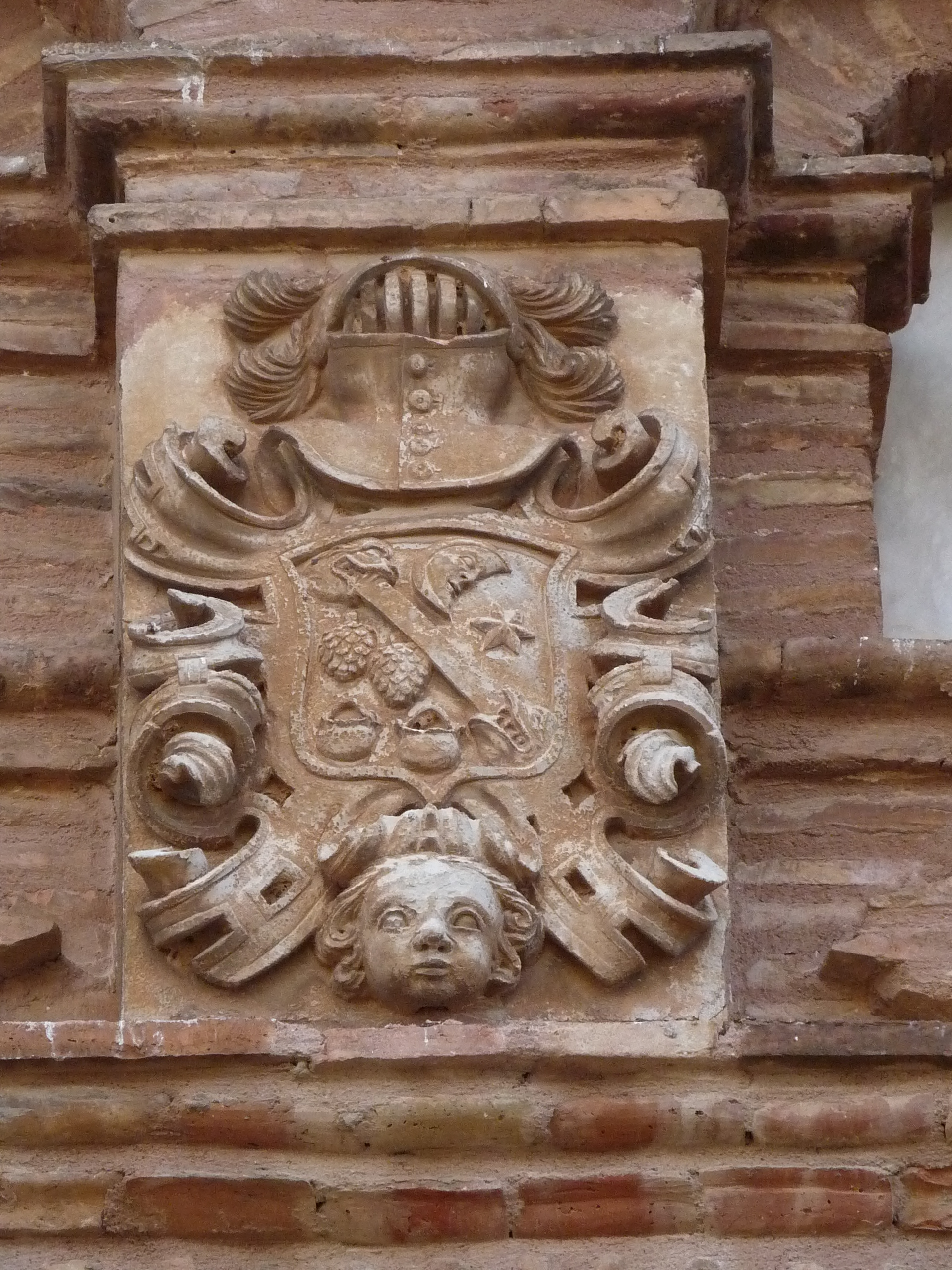
درع على واجهة المنزل
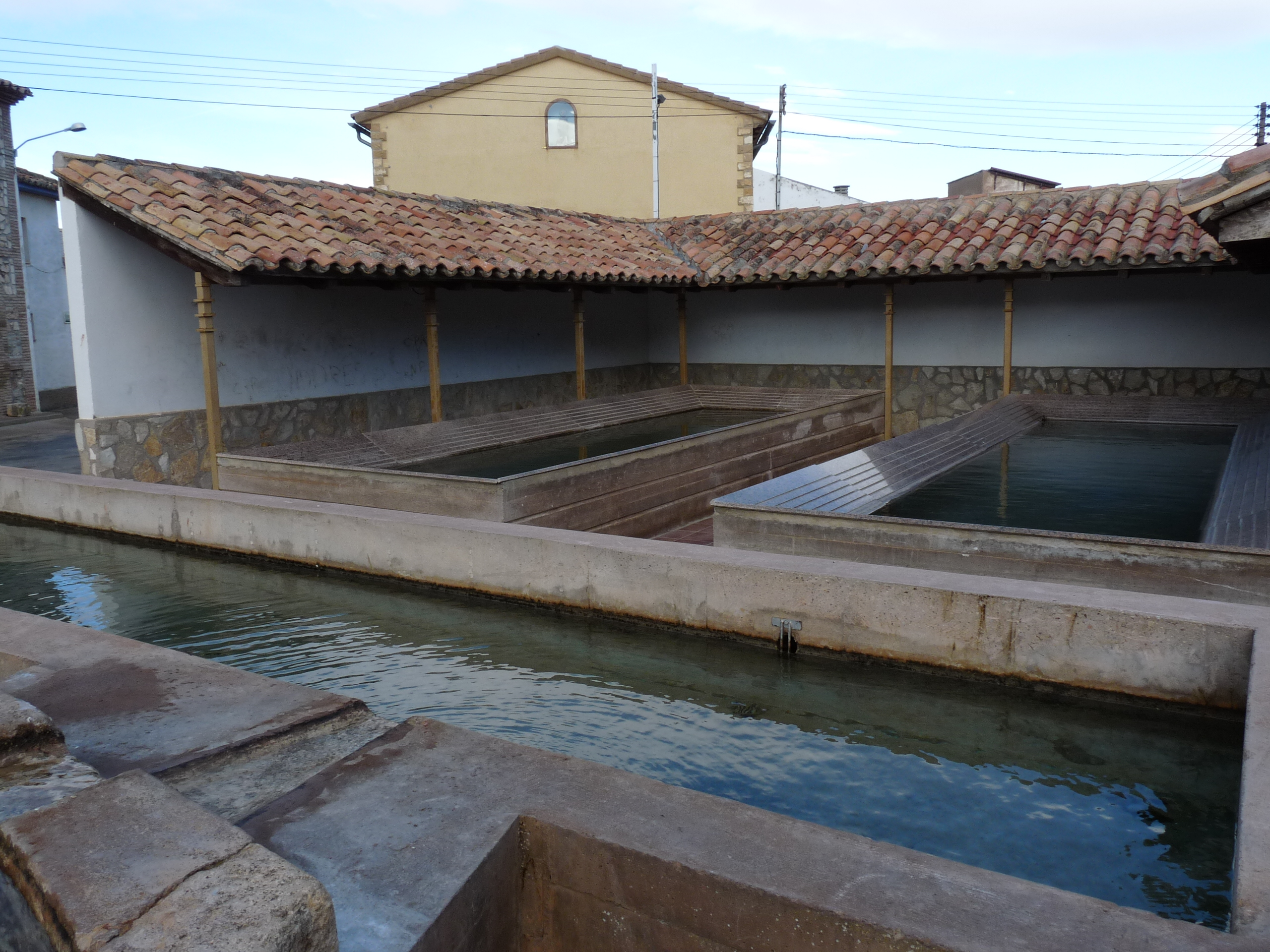
حوض الشرب والغسيل